# Secretaría de Coordinación Ejecutiva de la Presidencia de la República de Guatemala
La Secretaría de Coordinación Ejecutiva de la Presidencia (SCEP) es la entidad pública comprometida con el desarrollo nacional, responsable de colaborar con el Presidente de la República en la coordinación, dirección y fortalecimiento del Sistema de Consejos de Desarrollo; y de la Descentralización del Organismo Ejecutivo, por medio de estrategias y métodos de trabajo para el cumplimento de sus objetivos. Para ejercer el cargo de Secretario de Coordinación Ejecutiva de la Presidencia se requieren los mismos requisitos que se exigen para ser Ministro y gozará de derecho de antejuicio en la misma forma.

## Funciones
La Secretaría de Coordinación Ejecutiva de la Presidencia  tiene a su cargo colaborar con el presidente de la República en la coordinación del sistema nacional de Consejos de Desarrollo Urbano y Rural y el Sistema de Consejos Regionales y Departamentales, así como en la formulación de políticas de desarrollo urbano y rural.
- Da seguimiento, para garantizar su ejecución, a proyectos prioritarios que le encomiende el Presidente de la República.
- Ejerce la dirección ejecutiva del Consejo Nacional de Desarrollo Urbano y Rural y el Sistema de Consejos Regionales y Departamentales, a efecto de coordinar la ejecución de proyectos y políticas aprobados por éste.
- Velar por la formulación, ejecución, seguimiento y evaluación de los proyectos de desarrollo y otros que le asigne el presidente de la República.
- Así como también da seguimiento al proceso de la Descentralización del Organismo Ejecutivo, por medio de estrategias y métodos de trabajo para el cumplimiento de sus objetivos.